# Lamin (West Coast Region)
Lamin ist eine Ortschaft im westafrikanischen Staat Gambia.
Nach einer Berechnung für das Jahr 2013 leben dort etwa 39.183 Einwohner, das Ergebnis der letzten veröffentlichten Volkszählung von 1993 betrug 10.668.

## Geographie
Lamin, am südlichen Ufer des Gambia-Flusses in der West Coast Region, Distrikt Kombo North, liegt an der South Bank Road zwischen Abuko mit dem Abuko Nature Reserve, das etwa einen Kilometer entfernt liegt, und Yundum mit dem Banjul International Airport. Der einzige Flughafen Gambias liegt etwa fünf Kilometer entfernt.

## Kultur und Sehenswürdigkeiten
In der Nähe, ungefähr 1,7 Kilometer weit entfernt, befindet sich die Lamin Lodge, die ein beliebtes Ausflugsziel in der Nähe der Kombo-St. Mary Area ist. Dort lassen sich im Tanbi Wetland Complex Mangroven mit ihrer umfangreichen Vogelwelt beobachten.

## Söhne und Töchter der Stadt
- Gabriel Mendy (* 1967), römisch-katholischer Geistlicher, Bischof von Banjul
- Ebrima Manneh (* 1978), Journalist
- Seyfo Soley (* 1980), Fußballspieler

## Weitere Themen
Lamin ist auch ein verbreiteter männlicher Vorname in Westafrika und gilt in Gambia als häufigster Name noch vor Mohammed.